# Fujiyoshi Brother's
Fujiyoshi Brother's（フジヨシブラザーズ）とは、藤芳太一郎（1978年2月17日 - ）と藤芳幸太郎（1979年12月19日 - ）の兄弟で結成された日本のアートユニット、画家、美術家。熊本県出身。

## 来歴
ビビットでカラフルなアクリル画・コラージュ作品などのアニマルシリーズ作品で知られる。ライブペイントやプロダクトデザイン（インテリア・文具・テキスタイル・雑貨・衣類 他）、グラフィックデザインなども行う。また、小学校等の特別授業やワークショップなどの活動も行う。
熊本の自然溢れる環境の中で育ち山や川で毎日のように遊びながら、左官職人だった父の影響で建物や道路が出来上がっていく様子をまじかで見ていた彼らは、幼い頃からものづくりを仕事にしたいと思っていたと語っている。高校を卒業（藤芳太一郎・文徳高校1996年卒、藤芳幸太郎・文徳高校1998年卒）した後、それぞれ独学で絵画を学び始める。2000年にヘアデザイナーの池田興史に美容雑誌『HairMode』の撮影用バックグラウンドの絵を藤芳太一郎が依頼を受け、サイズが大きかったことと納期が短かったことから、藤芳幸太郎とともに制作を始めた。「花の一生」をテーマに植物の一連のサイクルやストーリーを描いた絵になるが、下書きや構図・色味などの詳細は決めずに兄弟思い思いに絵筆を進めていき作品を完成させる。これが初の合作作品となり、Fujiyoshi Brother's結成のきっかけになる。Fujiyoshi Brother's結成後も数年間はそれぞれ個人の作品を制作しながら活動をしていたが、2004年の「PANORAMA ISLAND 展」と2005年の「PANORAMA ISLAND2 –全長100mの巨大絵画完結版- 展」の2回に分けてPROMO-ARTE Art Gallery（青山・東京）にて開催されたFujiyoshi Brother's最大の作品の個展以後は、すべての作品を合作で制作し活動を行っている。
作品名PANORAMA ISLANDは、彼らが想像する意図的に隔離されたユニークな島（世界）をテーマに、空想の生物や哺乳類・爬虫類・鳥類・魚類・昆虫達、梅や竹、様々な植物、カラフルな建物や海の中、人物達（歓喜する若者やお尻を突き上げたヌードの女性、彼らが思うサッカーのドリームチーム、自画像、赤鬼青鬼、森の番人ブラックノーズetc..）を描いた作品である。PANORAMA ISLANDで登場してくる動物モチーフをさらに発展させた作品がカラフルワンダーランド・アニマルシリーズになっていく。

## イベント活動
絵画作品を個展などで発表する傍ら、2003年に華道家の羽鳥智裕とともに「ジェリークリムゾンハレム」というアートパフォーマンス集団を作り、2004年3月にはアイビス産業ビル特設会場（渋谷・東京）にて、2006年12月には共存（青山・東京）にて、舞台セット、衣装、照明、生演奏（シンセサイザー・バイオリン、ブズーキ、ジャンベ、ボーカル）で演出し、ライブペインティングと生け花の共演をする。
http://www.fujiyoshi-brothers.com/past/0608.html
ジェリークリムソンハレムでの活動は2006年12月以後はない。
ライブペイントの活動
- 2006年1月ネオカルチャー in Doまんなかモール 
http://www.fujiyoshi-brothers.com/past/0601.html　（宮崎）。
- 2004年4月 
イオン宮崎ショッピングセンターイベント「ハートフルマーケット」http://www.fujiyoshi-brothers.com/past/0605.html　（宮崎）。
- 2007年2月 
VISION アートイベント http://www.fujiyoshi-brothers.com/past/0701.html　（青山・東京）。
- 2007年10月 
「藤芳兄弟派 豪華絢爛大絵巻 表参道風俗図」GALERIA-arts space A（青山・東京）では、高さ180cm、幅90cmの鉄板を設置し、溶接機で熱を当て、鉄板を溶かしながら絵を描いていくライブパフォーマンスを行う http://www.fujiyoshi-brothers.com/past/0704.html。
- 2010年5月 
「THE FUJIYOSHI ZOO 2010」渋谷LOFT（東京）http://www.fujiyoshi-brothers.com/past/1004.html。
- 2010年8月 
「SUMMER ZOO」パネル展＆ワークショップを開催

http://www.fujiyoshi-brothers.com/past/1005.html。　Northport Mall(ノースポート・モール)（神奈川）。
- 2012年3月 
FUTAKO TAMAGAWA RISE 1st Anniversary　サクライズ2012。
二子玉川ライズ開業一周年を記念して、春の象徴である桜のインスタレーションと、 約50㎡の真っ白なクロスシートと総面積約100㎡からなるボックスを巨大キャンバスに9日間かけて ライブペインティングを実施。また、イベント期間中にお子様絵画ワークショップを開催する。
http://www.tokyu-land.co.jp/news/2012/pdf/20120301.pdf#search='FUTAKO+TAMAGAWA+RISE+1st+Anniversary+サクライズ2012'　（二子玉川ライズ・東京）
- 2013年3月 
FUTAKO TAMAGAWA RISE 2nd Anniversary サクライズ2013（二子玉川ライズ・東京）。
- 2014年3月 
FUTAKO TAMAGAWA RISE 3rd Anniversary サクライズ2014（二子玉川ライズ・東京）。
- 2015年3月 
サクライズ2015 https://web.archive.org/web/20170903163902/http://rise.sc/event/report/detail/8/ （二子玉川ライズ・東京）。
- 2015年6月 
第二回動物のアンチエイジング（北海道）

## 海外での活動
- 2007年International Art Festival Sydney 2007　※Sydney Australia
- 2007年Busan International Environment Art Festival 2007　※Busan Korea
- 2007年The EAST and the EAST展　※Vladivostok, Russia
- 2008年Busan International Environment Art Festival 2008　※Busan Korea

## 出版物
- 「Fujiyoshi Brother’s COLORING BOOK 動物たちの楽園」玄光社 ISBN 978-4-7683-0658-1

## 映画
- 「有限会社ひきもどし」2005年9月、絵画制作[1]

## CD
- 「FUJIYOSHI BROS & YOSI ISLAND」

Fujiyoshi Brother’s × 音楽家Yosi Horikawaによるコラボレーション

## CDジャケット・ポスター制作
- Daisuke Sugimoto 1st album「Ahoji」 ジャケットデザイン2011年
http://www.fujiyoshi-brothers.com/past/1103.html
- つるべ寄席〜若手台頭〜 Art Direction & Design　2015年7月
- ゆうちょ笑福亭鶴瓶落語会　Art Direction & Design　2015年10月

## メディア掲載
- 月刊一枚の繪 2009年10月発行
- 新装刊eyeco Special 2013年2月発行
- GAMO News 2013年5月発行
- PLUS1Living 2014年6月発行
- 夕刊読売新聞 2014年4月12日発行
- ターナー色彩株式会社アンバサダープログラム[3]
- 「CREM」Creative box 「Fujiyoshi Brother’sから学ぶ毎日がもっと楽しくなる10のレッスン」[4]